# Shady Side
 (juillet 2025).
Cet article possède un paronyme, voir Shadyside.
Shady Side est une census-designated place située dans le comté d'Anne Arundel, dans l’État du Maryland, aux États-Unis. Lors du recensement de 2020, elle comptait 5 806 habitants.